# Přešovice
Přešovice är en ort i Tjeckien.   Den ligger i regionen Vysočina, i den sydöstra delen av landet, 170 km sydost om huvudstaden Prag. Přešovice ligger 413 meter över havet och antalet invånare är 136.
Terrängen runt Přešovice är platt. Runt Přešovice är det ganska glesbefolkat, med 38 invånare per kvadratkilometer. Närmaste större samhälle är Moravské Budějovice, 18,4 km väster om Přešovice. Trakten runt Přešovice består till största delen av jordbruksmark.